# Minnesbrev
Ett minnesbrev är ett frankerat kuvert som ges ut till minne av ett viktigt evenemang, en persons bortgång eller ett jubileer. Minnesbrev är ett samlarområde inom filatelin. 